# German Open (Badminton)/Herrendoppel
Folgend die Sieger und Finalisten der German Open im Badminton im Herrendoppel.
| Jahr      | Sieger                                   | Finalist                                 | Ergebnis            |
| --------- | ---------------------------------------- | ---------------------------------------- | ------------------- |
| 1955      | Eddy Choong David Choong                 | Erland Olsen Niels Buchholst             | 15-2, 15-2          |
| 1956      | Jørn Skaarup Jørgen Hammergaard Hansen   | Atte Nyberg Rolf Olsson                  | 15-11, 15-11        |
| 1957      | Eddy Choong David Choong                 | Arne Rasmussen Ferry Sonneville          | 15-9, 17-18, 15-9   |
| 1958      | Hugh Findlay John Timperley              | Bo Nilsson Göran Wahlqvist               | 15–11, 15–3         |
| 1959      | Jesper Sandvad Poul-Erik Nielsen         | Bertil Glans Ingemar Eliasson            | 15–13, 15–8         |
| 1960      | Bertil Glans Berndt Dahlberg             | Ferry Sonneville Arne Rasmussen          | 17–14, 15–12        |
| 1961      | Hugh Findlay Tony Jordan                 | Yeoh Kean Hua Oon Chong Teik             | 15-4, 15-2          |
| 1962      | Finn Kobberø Jørgen Hammergaard Hansen   | Erland Kops Poul-Erik Nielsen            | 15-7, 15-13         |
| 1963      | Erland Kops Poul-Erik Nielsen            | Henning Borch Jørgen Mortensen           | 15-5, 15-3          |
| 1964      | Erland Kops Poul-Erik Nielsen            | Jørgen Hammergaard Hansen Finn Kobberø   | 15-3, 15-6          |
| 1965      | Alan Parsons William Kerr                | Friedhelm Wulff Peter Birtel             |                     |
| 1966      | Per Walsøe Poul-Erik Nielsen             | Tony Jordan David Horton                 | 15-4, 15-5          |
| 1967      | Wolfgang Bochow Friedhelm Wulff          | Per Walsøe Erland Kops                   | 15-9, 9-15, 15-0    |
| 1968      | Tan Yee Khan Ng Boon Bee                 | Sangob Rattanusorn Chavalert Chumkum     | 15-9, 15-2          |
| 1969      | Jørgen Mortensen Henning Borch           | Tom Bacher Poul Petersen                 | 15-3, 10-15, 15-6   |
| 1970      | nicht ausgetragen                        | nicht ausgetragen                        | nicht ausgetragen   |
| 1971      | Punch Gunalan Ng Boon Bee                | Roland Maywald Willi Braun               | 15-12, 15-8         |
| 1972      | Punch Gunalan Ng Boon Bee                | Derek Talbot Elliot Stuart               | 15-9, 15-12         |
| 1973      | Tjun Tjun Johan Wahjudi                  | Ade Chandra Christian Hadinata           | 15-4, 15-9          |
| 1974      | Derek Talbot Elliot Stuart               | Mike Tredgett Ray Stevens                | 15-12, 14-15, 15-5  |
| 1975      | Bengt Fröman Thomas Kihlström            | Eddy Sutton David Eddy                   | 15–13, 15–5         |
| 1976      | Bengt Fröman Thomas Kihlström            | Ray Stevens Mike Tredgett                | 17–15, 17–15        |
| 1977      | Bengt Fröman Thomas Kihlström            | Steen Skovgaard Gert Hansen              | 15–12, 15–8         |
| 1978      | Ola Eriksson Christian Lundberg          | Ray Stevens Mike Tredgett                | 15-6, 15-6          |
| 1979      | nicht ausgetragen                        | nicht ausgetragen                        | nicht ausgetragen   |
| 1980      | Jens Peter Nierhoff Steen Skovgaard      | Mogens Neergaard Kenneth Larsen          | 15-7, 15-5          |
| 1981      | Duncan Bridge Martin Dew                 | Razif Sidek Jalani Sidek                 | 15-6, 11-15, 15-9   |
| 1982      | Morten Frost Steen Fladberg              | He Shangquan Jiang Guoliang              | 15-5, 15-6          |
| 1983      | Mike Tredgett Martin Dew                 | Razif Sidek Jalani Sidek                 | 8-15, 15-12, 15-8   |
| 1984      | Mike Tredgett Martin Dew                 | Duncan Bridge Nigel Tier                 | 15-9, 7-15, 18-17   |
| 1985      | Li Yongbo Ding Qiqing                    | Zhang Xinguang Tian Bingyi               | 15-5, 12-15, 15-7   |
| 1986      | Park Joo-bong Kim Moon-soo               | Jesper Helledie Steen Fladberg           | 15-8, 15-12         |
| 1987      | Sawei Chanseorasmee Sakrapee Thongsari   | Martin Dew Dipak Tailor                  | 15-12, 15-10        |
| 1988      | Steen Fladberg Jan Paulsen               | Chen Hongyong Chen Kang                  | 15-8, 6-15, 18-13   |
| 1989      | Jan Paulsen Henrik Svarrer               | Max Gandrup Thomas Lund                  | 15–12, 8–15, 15–9   |
| 1990      | Ong Ewe Chye Rahman Sidek                | Mark Christiansen Michael Kjeldsen       | 17–14, 15–12        |
| 1991      | Eddy Hartono Rudy Gunawan                | Jon Holst-Christensen Thomas Lund        | 15–9, 15–11         |
| 1992      | Jon Holst-Christensen Thomas Lund        | Rudy Gunawan Bambang Suprianto           | 15–6, 2–15, 15–9    |
| 1993      | Jon Holst-Christensen Thomas Lund        | Ricky Subagja Rexy Mainaky               | 17–14, 15–12        |
| 1994      | Jon Holst-Christensen Thomas Lund        | S. Antonius Budi Ariantho Denny Kantono  | 15–6, 15–2          |
| 1995      | Jon Holst-Christensen Thomas Lund        | Ade Sutrisna Candra Wijaya               | 15–8, 15–13         |
| 1996      | Jon Holst-Christensen Thomas Lund        | Seng Kok Kiong Victo Wibowo              | 15–11, 11–15, 15–3  |
| 1997      | Jesper Larsen Jens Eriksen               | Simon Archer Chris Hunt                  | 15–4, 15–8          |
| 1998      | nicht ausgetragen                        | nicht ausgetragen                        | nicht ausgetragen   |
| 1999      | Lee Wan Wah Choong Tan Fook              | Peter Axelsson Pär-Gunnar Jönsson        | 15–9, 15–6          |
| 2000      | Michael Søgaard Jim Laugesen             | Michael Lamp Jonas Rasmussen             | 16–17, 15–10, 15–7  |
| 2001      | Michael Søgaard Jim Laugesen             | Michael Lamp Jonas Rasmussen             | 7–1, 7–1, 3–7, 7–4  |
| 2002      | Lars Paaske Jonas Rasmussen              | Michael Søgaard Jim Laugesen             | 10–15, 15–9, 15–6   |
| 2003      | Flandy Limpele Eng Hian                  | Fu Haifeng Cai Yun                       | 9–15, 15–8, 15–4    |
| 2004      | Mathias Boe Carsten Mogensen             | Jesper Larsen Joachim Fischer Nielsen    | 15–6, 17–14         |
| 2005      | Fu Haifeng Cai Yun                       | Jens Eriksen Martin Lundgaard Hansen     | 6–15, 15–3, 15–10   |
| 2006      | Lee Yong-dae Jung Jae-sung               | Robert Blair Anthony Clark               | 15–11, 15–6         |
| 2007      | Lee Jae-jin Hwang Ji-man                 | Lee Yong-dae Jung Jae-sung               | 21–18, 22–20        |
| 2008      | Lee Jae-jin Hwang Ji-man                 | Jung Jae-sung Lee Yong-dae               | 21–13, 21–19        |
| 2009      | Lee Yong-dae Shin Baek-cheol             | Kenichi Hayakawa Kenta Kazuno            | 21–13, 21–16        |
| 2010      | Chai Biao Zhang Nan                      | Chen Hung-ling Lin Yu-lang               | 17-21, 21-13, 21-15 |
| 2011      | Jung Jae-sung Lee Yong-dae               | Kim Gi-jung Kim Sa-rang                  | 21–19, 18–21, 21–11 |
| 2012      | Hong Wei Shen Ye                         | Lee Yong-dae Jung Jae-sung               | 21–19, 18–21, 21–19 |
| 2013      | Chai Biao Hong Wei                       | Liu Xiaolong Qiu Zihan                   | 21-10, 21-14        |
| 2014      | Takeshi Kamura Keigo Sonoda              | Hiroyuki Endo Kenichi Hayakawa           | 21–19, 14–21, 21–14 |
| 2015      | Mads Conrad-Petersen Mads Pieler Kolding | Vladimir Ivanov Ivan Sozonov             | 22-20, 21-19        |
| 2016      | Ko Sung-hyun Shin Baek-cheol             | Yoo Yeon-seong Lee Yong-dae              | 20–22, 21–18, 21–17 |
| 2017      | Kim Astrup Anders Skaarup Rasmussen      | Mads Conrad-Petersen Mads Pieler Kolding | 21–17, 21–13        |
| 2018      | Takuto Inoue Yuki Kaneko                 | Fajar Alfian Muhammad Rian Ardianto      | 21–16, 21–18        |
| 2019      | Hiroyuki Endo Yuta Watanabe              | Takeshi Kamura Keigo Sonoda              | 15–21, 21–11, 21–12 |
| 2020 2021 | nicht ausgetragen                        | nicht ausgetragen                        | nicht ausgetragen   |
| 2022      | Goh Sze Fei Nur Izzuddin                 | Ou Xuanyi Liu Yuchen                     | 23–21, 16–21, 21–14 |
| 2023      | Choi Sol-gyu Kim Won-ho                  | Kang Min-hyuk Seo Seung-jae              | 21–19, 18–21, 21–19 |
| 2024      | Lee Jhe-huei Yang Po-hsuan               | He Jiting Ren Xiangyu                    | 15–21, 23–21, 23–21 |